# Synalpheus macclendoni
Synalpheus macclendoni är en kräftdjursart som beskrevs av H. Coutière 1910. Synalpheus macclendoni ingår i släktet Synalpheus och familjen Alpheidae. Inga underarter finns listade i Catalogue of Life.